# Dariusleut
Los Dariusleut, también Dariusleit, son una rama de los huteritas que surgió en 1860.

## Historia

### Imperio ruso
En 1857, algunos huteritas bajo el liderazgo de George Waldner intentaron restablecer la comunidad de bienes en Kushchovoe (Raión de Oríjiv), Ucrania, entonces parte del Imperio Ruso, después de haber abandonado esta costumbre en 1819 en Rádichev (Raión de Nóvgorod-Síverski), pero este primer intento fracasó. En 1859, Michael Waldner y Jakob Hofer (1830-1900) restablecieron con éxito una comunidad de bienes.
Este segundo grupo se llamó Schmiedeleut. En 1860, otro grupo de huteritas hizo lo mismo bajo el liderazgo de Darius Walter (1835-1903) también en Kushchovoe (Raión de Oríjiv), Ucrania, pero en el lado opuesto del pueblo. Este grupo se llamó Dariusleut, por el primer nombre de su líder.

### América
En junio de 1874, los Dariusleut abandonaron sus hogares en Ucrania  junto con los Schmiedeleut. Durante el primer invierno, los Dariusleut vivieron en terrenos del gobierno en Silver Lake (Dakota del Sur). En 1875, fundaron su primera colonia en suelo estadounidense: la Colonia Hutterita Wolf Creek en Dakota del Sur, la colonia madre de los Dariusleut.
Poco después de la Primera Guerra Mundial, dos objetores de conciencia huteritas, los hermanos: Joseph y Michael Hofer, murieron en una prisión estadounidense. Esto y el creciente sentimiento antialemán provocaron la emigración de las seis colonias de Dariusleut a Alberta (Canadá), en los años siguientes.

### Japón
La Colonia Hutterita de Owa, fue una colonia huterita de etnia japonesa afiliada a los Dariusleut, fundada en 1972.